# Microsociología
La microsociología es uno de los niveles de análisis (o enfoques) de la sociología, centrada en la naturaleza de las interacciones y la acción social humana cotidiana a pequeña escala; cara a cara. La microsociología también concierne a individuos, familias y otros aspectos constitutivos de una sociedad, pero siempre lo hace en relación con un contexto social más reducido. 
La microsociología se basa en el análisis interpretativo más que en la estadística, y comparte una estrecha asociación con la filosofía de la fenomenología. Los métodos incluyen interaccionismo simbólico y etnometodología; La etnometodología en particular ha llevado a muchas subdivisiones y estudios académicos como la investigación microlingüística y otros aspectos relacionados del comportamiento social humano. Es la contraparte de la macrosociología, que enfatiza el análisis de los sistemas sociales y poblacionales a gran escala.

## Corrientes
La microsociología tiene su fundamento en la interacción de los individuos, sus encuentros cara a cara, sus formas de comportarse, las intenciones implícitas en su comportamiento cotidiano. Sin embargo, para algunos sociólogos el nivel microsocial es pertinente cuando se toma al individuo como unidad básica de investigación o estudio, independientemente del método empleado.
Los enfoques macrosociales consideran que el individuo interioriza las normas y valores de la sociedad, y que está determinado por su clase social de procedencia, por su posición social presente y por sus aspiraciones ideológicas futuras. Por otro lado, los representantes de las corrientes de la sociología microsocial estiman que las interacciones entre los individuos constituyen el fundamento de la vida social. El actor se socializa a través de la interacción. Para Coulon, por ejemplo, la estructura y el orden sociales no existen al margen de los individuos que las construyen.
La microsociología es la única manifestación empírica directa y exclusiva de la sociología.
- La teoría del comportamiento
- La teoría de los roles
- La teoría de la interacción
- La teoría de la comunicación.
- La teoría del conflicto
- La teoría del desarrollo de la identidad social.
- La teoría de la elección racional

Han hecho importantes contribuciones a la microsociología la etnometodología, el interaccionismo simbólico y el constructivismo.